# Manizales
Manizales is een centraal gelegen stad in Colombia. Het is de hoofdstad van het departement Caldas en telde in 2023 454.494 inwoners. De stad is een belangrijk centrum in de Colombiaanse koffieproductie.
Manizales werd gesticht in 1849 en ligt in de Cordillera Central, vlak naast de actieve vulkaan Nevado del Ruiz. Samen met de gemeenten Villamaría, Chinchiná, Neira en Palestina vormt de stad het Área Metropolitana de Manizales. 
De kathedrale basiliek Nuestra Señora del Rosario in de stad is de zetel van het rooms-katholieke aartsbisdom Manizales.

## Demografie
Manizales telde in 2023 454.494 inwoners. In 2005 waren dat er ongeveer 415.000.

## Onderwijs
De stad telt verschillende universiteiten en een studentenpopulatie van rond de 40.000. Universiteiten in de stad zijn:
- Universidad de Caldas
- Universidad de Manizales
- Universidad Católica de Manizales
- Universidad Autónoma de Manizales

Ook de Universidad Nacional de Colombia, de Universidad Luis Amigó en Uniremington hebben een campus in de stad.

## Sport
De voetbalclub Once Caldas, afkomstig uit Manizales, is een van de twee Colombiaanse clubs die ooit de Copa Libertadores wist te winnen. De club speelt in het in 1994 opgeleverde Estadio Palogrande.

## Geboren
- Gilberto Aristizábal (1940), voetbalscheidsrechter
- Simón Vélez (1949), architect
- José Ricardo Pérez (1965), voetballer en voetbalcoach
- Celio Roncancio (1966-2014), wielrenner
- César Grajales (1973), wielrenner
- Elkin Soto (1980), voetballer
- Juan Agudelo (1992), voetballer